# Pleurocerinella dioctriaeformis
Pleurocerinella dioctriaeformis är en tvåvingeart som beskrevs av Enrico Adelelmo Brunetti 1923. Pleurocerinella dioctriaeformis ingår i släktet Pleurocerinella och familjen stekelflugor. Inga underarter finns listade i Catalogue of Life.